# هنگ
هَنگ (به فارسی افغانستان: غُند) یکی از یگان‌های راهکنشی است که معمولاً از دو یا چند گردان تشکیل می‌شود.
هر هنگ معمولاً از ۲٬۰۰۰ تا ۴٬۰۰۰ سرباز تشکیل شده‌است. معمولاً ۲ تا ۴ گردان با هم یک هنگ و ۲ تا ۴ هنگ با هم یک تیپ تشکیل می‌دهند. فرمانده یک هنگ معمولاً درجهٔ سرهنگی دارد.

## واژه‌شناسی
اصطلاح «هنگ» ظاهراً با روش پسین‌سازی از واژهٔ «سرهنگ» ساخته شده است، که آن در پارسی میانه «sarhang» و در ‌پارسی باستان «-sara-θang*» بوده و همکردی از دو واژه: «-sara*» «سر» و «-θang√»  «کشیدن، هنجیدن، آهیختن» لفظاً به معنای «پیش‌کشنده، پیش‌برندهٔ لشکر» است. این واژه در زبان‌های پارسی میانه و سغدی هم به معنای «سردار، سرور، فرمانده، سرهنگ» به کار می‌رفته است. چنانچه، در سپاه سامانیان و غزنویان سرهنگ سردار و فرمانده فوج را می‌گفتند. از این رو، از دیر باز «سرهنگ» را ساخته شده از دو واژه: «سر» (سردار) + «هنگ» («سپاه، لشکر»> پارسی میانه: hang «نیرو، زور») شمرده‌اند. چنانچه، فرهنگ «غیاث‌اللغات» به نقل از فرهنگ و واژه‌نامه‌های کهنتر «فرهنگ جهانگیری»، «برهان قاطع»، «فرهنگ رشیدی»، «بحر عجم»، «سرهنگ» را چنین تعریف کرده است: «کوتوال و وجه تسمیه آن که سر به معنی سردار و امیر و هنگ به معنی سپاه». «فرهنگ آنندراج» نیز در تعریف «سرهنگ» آورده است: «سردار و پیشرو لشکر و سپاه، چه هنگ به معنی سپاه نیز آمده».
اصطلاح «هنگ» را سال ۱۳۱۴ فرهنگستان زبان ایران با پیشنهاد انجمن واژه‌گزینی ارتش شاهنشاهی ایران، جایگزین  اصطلاحات عربی «فوج» و فرانسوی «رژیمان» (از فرانسوی: régiment‎) کرد. همزمان واژهٔ «سرهنگ» نیز با پیشنهاد انجمن واژه‌گزینی ارتش به معنای «فرمانده هنگ» جایگزین درجهٔ «کلنل» (از فرانسوی: colonel‎) شد.

## پیشینه
هنگ همچون یگان رزمی نخستین بار در سپاه هخامنشیان (٥٥٠ - ٣٣٠ تا میلاد) پدید آمده و «هزاره» (پارسی باستان: -hazāra*) نامیده می‌شده و آن را «هزاربد» (پارسی باستان: -hazārapati*) فرماندهی می‌کرد. هزاره از ۱۰ سده (پارسی باستان: -θata*) تشکیل می‌شد و هزار سرباز را در بر می‌گرفت. هر هزاره یا هنگ برای خود درفش (پارسی باستان: -drafša) داشت. از این رو، در سپاه اشکانیان (۲۵۰ تا میلاد – ۲۲۴ میلادی)، که سازمان ردبندی دهدهی سپاه هخامنشیان را به کار گرفته بود، هزاره «درفش» (پارسی میانه: drafš) نام گرفته و سردار آن «درفش‌سالار» (پارتی: drafš-sālār) خوانده می‌شد.
در سپاه ساسانیان (٢٢٤ – ٦٥١ میلادی) نیز همین رده‌بندی و نامگذاری به کار می‌رفته، ولی هر درفش از دو وشت (پارسی میانه: «wašt») تشکیل می‌شد، که هر کدامی ۵۰۰ سرباز را در بر می‌گرفت.
در پی شکست شاهنشاهی ساسانیان از مسلمانان و گسترش اسلام در ایران‌زمین، عرب‌ها برخی از اصطلاحات نظامی ایرانی را وام گرفتند. چنانچه، «عسکر» از laškar، «جند» از gund و «فیج» از payg (پیاده) در پارسی میانه وام گرفته شده‌اند، ولی اصطلاح «درفش» با اصطلاح عربی «فوج» جایگزین شد.
در دورهٔ قاجار فوج از یگان‌های نظامی در همین معنی به‌کار می‌رفت. افواج به سه رده تقسیم می‌شدند: فوج پیاده، فوج سواره و فوج توپخانه. در اواخر دورهٔ قاجار تقسیم‌بندی نظامی به این گونه بود: ارتش به ده تومان قسمت می‌شد که هر تومان شامل چهار تا یازده فوج می‌شد و فرمانده هر فوج مقام سرتیپ بود. هر فوج از ده رسد یا دسته تشکیل می‌شد و در رأس هر دسته یک سلطان و در زیر دست وی دو نایب، دو بیک زاده، چهار وکیل و چهار سرجوخه مشغول به خدمت بودند. در هر فوج یک مشرف یعنی ناظر خرج فوج و چهار منشی قرار داشتند.
در رأس هرم یک فوج مقام سرتیپ و سپس دیگر مناصب عالی نظامی قرار داشتند که به ترتیب عبارت بودند از: سرهنگ، سرشته دار، یاور، مشرف، آجودان، بیرق دار، تحویلدار، ماجور، سرکرده، وکیل‌باشی، وکیل بیرق یا بیدق، بیک‌زاده، نایب اول و نایب دوم که هر کدام وظایف خاص خود را انجام می‌دادند.
در ردیف بعد از صاحب‌منصبان، دستهٔ موزیکانچی قرار داشت که تعداد نفرات آن از این قرار بود:

شیپورچی بین ۷ تا ۹ نفر، طبّال بین ۱۲ تا ۱۵ نفر، سنج‌زن ۲ نفر، نی‌زن بین ۱۲ تا ۱۵ نفر.
بعد از دستهٔ موزیکانچی رسد یا دسته بهادران قرارداشت که در رأس آن مقام سلطان قرار دارد. ارباب مناصب این دسته عبارت بودند از یک نفرنایب اول، یک نفر نایب دوم و پنج نفر وکیل. دسته فوق خود به چهار جوخه تقسیم می‌شد که در رأس هر جوخه یک سرجوخه قرار داشت که تعداد نفرات تحت فرماندهی وی بین ۲۰ الی ۲۵ نفر بود.
بعد از دسته بهادران به ترتیب دسته‌های اول تا ششم قرار داشتند. تعداد نفرات هر دسته به ۸۰ الی ۹۰ نفر می‌رسید. در رأس هر دسته به مانند دسته بهادران مقام سلطان قرار داشت. ارباب مناصب هر دسته بعد از مقام سلطان به ترتیب ۲ مقام نایب و ۵ نفر مقام وکیل داشت. هر دسته بعد از ارباب مناصبش چهار جوخه داشت که سرجوخه فرماندهی نفرات ۲۰ الی ۲۵ نفری را برعهده داشت. نهایتاً در ردیف آخر تشکیلات یک فوج، دستهٔ مخبران (واحد مخابراتی) قرار داشت که چارت پرسنلی آن هم به ماننددیگر دسته‌ها بود. (آرشیو اسناد آستان قدس رضوی، سند شماره ۹۲۹۰۶) (نمودارشماره ۱ پیوست) در هر فوج سمت‌ها و مشاغل دیگری هم وجود داشت که در کنار سربازان مشغول به خدمت بودند که نام و خلاصه شرح وظایف آن‌ها به شرح ذیل بود:
قَراوُل: مأمورین حفاظت از طرق و شوارع و پل‌ها و انتظام دادن به افواج (استرآبادی، ۱۳۴۱، ص۵۷۲).
یَساوُل: کسانی بودند که اوامر شاه را به اشخاص و دسته‌های نظامی می‌رساندند (تکمیل همایون، ج۱، ص۸۶).
نَسَق‌چی: به هنگام جنگ در پشت سرپیاده‌ها قرار داشتند و از فرار سربازان جلوگیری می‌کردند و همچنین مسئولیت نظم قشون و حفاظت اموال و تأمین امنیت معابر نیز از دیگر وظایف آن‌ها بود (سردادور، ص۲۸۰).
نظام سربازگیری در سیستم پیاده‌نظام و سواره نظام با یکدیگر متفاوت بود. نظام سربازگیری در بخش پیاده‌نظام «بنیچه» نام داشت. بر این اساس، هر روستا یا طایفه متعّهد بود که متناسب با برآورد درآمد خود، سربازان مورد نیاز پیاده‌نظام را تأمین کند (فرهنگ معین، ذیل واژه). این قانون درسراسر ایران اعمال می‌شد ولی اراضی سلطنتی و مناطقی که درآنجا مالیات برزمین وضع نشده بود؛ به‌طور عمده از دادن سرباز معاف بودند.
سربازانی که مطابق نظام بنیچه مشمول به‌شمار می‌رفتند و نامشان برای خدمت نظام ثبت می‌شد جیرهٔ خانوادگی سالانه موسوم به «خانواره» دریافت می‌کردند که به‌طور غیرمستقیم توسط روستاییان، یعنی در واقع از طریق مالیات‌های ارضی که به دولت می‌پرداختند، تأمین می‌شد. سربازانی که در حین خدمت متوفی می‌شدند یا فرار می‌نمودند، اهالی روستای آن‌ها می‌بایست شخص دیگری را جایگزین وی می‌نمودند (از طوسی، تاریخ معاصر، ۱۳۶۹، ص۸۹).